# Olipa Chimangeni
Olipa Chimangeni ist eine malawische Politikerin und Mitglied der Malawi Congress Party. Seit Mai 2014 ist sie für den Wahlkreis Ntchisi North East im Parlament.

## Leben
Chimangeni wurde 2019 erneut is Parlament gewählt. Sie war eine von 45 Frauen in dem Parlament mit 193 Sitzen. Es hatte eine Kampagne gegeben um den Frauenanteil auf 50 % anzuheben, allerdings nur mit geringem Erfolg.
Chimangeni wurde Mitglied des Malawi Parliamentary Women’s Caucus und 2023 trafen sie, Roseby Gadama und Bertha Ndebele auf Mitglieder des European Parliamentary Forum for Sexual & Reproductive Rights im Kamuzu Central Hospital in Lilongwe, wo Geldvergabe und Prioritäten mit dem Krankenhausdirektor Johnathan Ngoma und seinem Stellvertreter, Mable Chinkhata diskutiert wurden.